# いちばんすきな花
『いちばんすきな花』（いちばんすきなはな）は、2023年10月12日から12月21日までフジテレビ系「木曜劇場」枠にて放送されたテレビドラマ。主演は多部未華子、松下洸平、今田美桜、神尾楓珠。
本作は、4人の俳優が主演を務める「クアトロ主演」ドラマで、「男女の間に友情は成立するのか」をテーマに、違う人生を歩んできた4人の男女が紡ぎ出す「友情」と「恋愛」、そしてそこで生まれるそのどちらとも違う「感情」を描く。
社会現象とも呼ばれた2022年10月期に本作と同じ木曜劇場枠で放送された『silent』でプロデュースを務めた村瀬健と脚本家・生方美久が再びタッグを組む。

## キャスト

### 主要人物
潮ゆくえ（うしお ゆくえ）〈34〉
演 - 多部未華子（幼少期：橋村結稀、高校生時：片岡凜）
4人の主人公のうちのひとり。新潟から上京し妹と2人で暮らしている、学習塾「おのでら塾」の講師。
幼少期から相手の話に共感を示すことが苦手であり、学校では場の空気を読んで周囲の雰囲気にそれとなく歩調を合わせることで毎日をやり過ごす生活を送り続けてきた。そのため、友人を作って人間関係を教える場所である学校の教員にはなれないと思い、塾講師となった。なんでも話せる男友達の赤田から「もう会えない」と言われ疎遠になり、救いを失う。
鈴子から本来は椿と純恋の結婚祝いに渡すはずであったガーベラとスミレを配達するよう頼まれ、椿が純恋と住むはずであった住宅に住んでいた椿に花を渡しに行った際に、椿と夜々と知り合い、紅葉とも再会する。
高校時代に通っていた塾の講師であった美鳥と現在でも連絡を取り合う仲。美鳥を「みどりちゃん」と呼ぶ。

春木椿（はるき つばき）〈36〉
演 - 松下洸平（中学生時：土田諒、小学生時：石井楓薫）
4人の主人公のうちのひとり。出版社「白波出版」に勤める会社員。実家が花屋「フラワーショップはるき」を営むが「花は好きだけど、花屋は嫌い」と距離を置く。
幼少期から自分の能力の限界を理解できず、頼まれごとを何でも引き受けてしまう性格の持ち主。そのため、本人の中では「文句を言わず黙って言うことを聞く良い人」という意識が強い。彼女であった純恋と結婚間近になった際は、彼女の男友達であった森永に取られたことで白紙となる。
本来は純恋と暮らすはずであった住宅に住んでいたが、それぞれ異なる目的で住宅を訪れたゆくえ、夜々、紅葉と知り合い、それ以降は自宅に4人で集まるようになる。
中学時代、訳あって春木家に出入りするようになった同級生の美鳥に将棋を教える。

深雪夜々（みゆき よよ）〈26〉
演 - 今田美桜（幼少期：泉谷星奈）
4人の主人公のうちのひとり。表参道の美容院「スネイル」で働く美容師。
異性に友情ではなく勝手に恋愛にとられ、同性からはそれを妬まれるため「1対1で人と向き合うのが怖い」という思いを抱えている。そのため、見知らぬ男性と話をする際は言葉に詰まってしまい、会話の歯切れが悪くなるため、ゆくえらのサポートを受けることが多い。
スネイルを利用した椿が落とした社員証を届けるために椿の住宅を訪れたことで、ゆくえ、椿、紅葉と知り合うようになる。
同僚の相良と2人きりで飲みに行ったことで、それ以降も友達以上の関係を迫られたことで、辟易していたが、彼に追われる中で行きついた公園にいた紅葉と恋人のふりをしたことで、諦めさせることに成功する。
椿に好意を持っている。
6歳の頃の夏、事情により深雪家に滞在した従姉の美鳥に将棋を教わり、以来母の目を盗んで将棋に親しんでいた。美鳥のことは「みどちゃん」と呼ぶ。

佐藤紅葉（さとう もみじ）〈27〉
演 - 神尾楓珠（幼少期：須山結斗）
4人の主人公のうちのひとり。新潟から上京しコンビニ「エブリストア」でアルバイトをしながらイラストレーターの夢を追いかける青年。ゆくえの幼なじみ。
幼少期から自分に1対1で向き合ってくれる人がいないと感じており、大人数で薄っぺらい楽しい話をする友人は大勢いたが、嫌われているわけではないものの、自分のことは誰も選ばれず、興味を持たれないため、いじめられることもなく、いてもいなくても同じで便利な時だけ使われていた。
高校3年生のときに教わっていた数学の非常勤教師で、年賀状で住所のみが分かっていた「先生」が住んでいた住宅に会いに行ったが、そこは椿と純恋が住むはずであった住宅であり、先生はすでに引っ越していたが、住宅を訪れたゆくえと再会し、椿や夜々とも知り合うようになる。後に「先生」が4人の共通の知人であった美鳥であることを知る。
ゆくえに好意を持っているが、幼少期からこのみのことは苦手。

### ゆくえの関係者
赤田鼓太郎（あかた こたろう）〈34〉
演 - 仲野太賀（第1話・第5話・第6話・第9話・最終話）
ゆくえの高校時代からの親友。カラオケボックスで毎日のように会っている。
峰子と結婚することになり、2人きりで会うことを辞めるよう言われたため、ゆくえとの関係を断つ。
その後もゆくえとは、峰子とインテリアショップで買い物していた際に再会したり、保険の営業で椿の家を訪れた際にも居合わせており、星雲予備学校の講師であった美鳥と再会し、3人でファミレスやカラオケにも行っている。

潮このみ（うしお このみ）〈26〉
演 - 齋藤飛鳥
ゆくえの妹。ゆくえとは8歳年が離れている。姉妹2人で一緒に暮らしている。

潮みきこ（うしお みきこ）〈58〉
演 - 神野三鈴
ゆくえの母。「女の子は愛嬌がないといけない」などの言葉でゆくえ・このみ姉妹に重圧をかける。

### 椿の関係者
小岩井純恋（こいわい すみれ）〈36〉
演 - 臼田あさ美
椿の元恋人で、彼の高校時代の同級生。「男友達」の森永と関係を持ってしまったため、椿とは結婚できないと告げる。

春木楓（はるき かえで）〈30〉
演 - 一ノ瀬颯（第2話 - ）
椿の弟。実家の花屋「フラワーショップはるき」を母と共に営んでいる。

春木鈴子〈63〉
演 - 美保純
椿の母。花屋「フラワーショップはるき」を営む。けがをしていた中学時代の美鳥の手当てをしたり、花屋を手伝わせたりするなど、面倒を見ていた時期がある。

### 夜々の関係者
深雪沙夜子（みゆき さよこ）〈57〉
演 - 斉藤由貴
夜々の母。毒親。3人の息子の次に生まれた女の子である夜々のことを溺愛し、「女の子らしさ」を押しつけて育てる。高校生時代の美鳥を夏休みの間だけ預かったことがある。

### おのでら塾
小野寺学〈60〉
演 - 菅原大吉
塾長。

望月希子（もちづき きこ）〈14〉
演 - 白鳥玉季
中学生。学校ではクラスメートから避けられており、保健室登校をしている。ゆくえとは友達のように仲が良い。

穂積朔也（ほづみ さくや）〈14〉
演 - 黒川想矢
中学生。希子が通う中学校に転校し、おのでら塾に面談に来る。

### 白波出版
夏美
演 - 山谷花純
椿の同僚社員。

三谷彩子
演 - 杏花
椿の同僚社員。

加山
演 - 吉田晋一
椿の上司。

後輩
演 - 山本海里
椿の後輩社員。

### スネイル
相良大貴（さがら だいき）〈26〉
演 - 泉澤祐希
美容師。夜々の同期。夜々に好意を持っており、二人で飲みに行けたことで恋人になれると思い込み、その後も拒絶された理由が分からず悩んでいる。

谷本杏里〈31〉
演 - ハマカワフミエ
夜々の先輩美容師。

### エブリストア
九条雅史〈48〉
演 - 宮崎吐夢
店長。

園田拓真
演 - 世古口凌
紅葉の同僚。

松井隼人
演 - 川本光貴
紅葉の同僚。

### その他
白石峰子（しらいし みねこ）〈30〉
演 - 田辺桃子（第1話・第5話・第6話・最終話）
赤田の婚約者。赤田にゆくえという女友達がいることを知り、付き合いをやめるように言う。赤田と結婚してからも、自分では与えられない「栄養分」をゆくえは赤田に与えることができるのだと思い悩む。

志木美鳥（しき みどり)
演 - 田中麗奈（中高生時：上坂樹里、大学生時：出口夏希）（第7話 - ）
夜々の従姉であり、椿の中学時代の同級生であり、ゆくえと赤田が高校時代に通っていた塾の講師であり、紅葉の高校時代の数学教師。家庭環境に恵まれず、親戚宅を転々とする少女時代を送る。一度結婚し、姓が「小花」になるが、離婚。ゆくえたちと出会った際の印象や人物像はおのおの異なるものとなっている。椿が現在住んでいる家の前の住人。北海道に実家があり、親の介護をしている。
東京に戻った際に4人と再会し、ゆくえにある人物に会うために東京に戻ってきたことを明かす。

### ゲスト

#### 第1話
由梨
演 - 清水くるみ（第2話）
夜々の友人。夜々が飲みに行こうと電話するも、彼氏と一緒だからと断る。

馬場
演 - 浜田信也
こもれび出版の編集者。紅葉のイラストを褒めるが、大事なのは絵のよさより好きになってもらえるかだと説く。

教師
演 - 和田光沙（第2話）
ゆくえの小学校時代の担任教師。

生徒たち
演 - 服部ニコ、西奈美怜、石井心咲
中学生時の椿がファミレスに1人を誘うも、3人で現れる。

店員
演 - 秋本雄基（第7話・最終話）
ゆくえと赤田が行きつけのカラオケ館の店員。

ナンパ男
演 - 道
泣きながら夜道を歩いている夜々に「お姉さん1人？」と執拗に声をかけるも、彼女から「2人に見えんのかよ!」と言い返される。

梅田
声 - 田中爽一郎
紅葉の旧友。紅葉にマルチの水セールスの電話をかける。

#### 第2話
手塚智香
演 - 葉月ひとみ
夜々の友人。

千広、里奈、小川アリサ
演 - 佐藤玲（幼少期：岡田六花）、平田薫（幼少期：愛実）、紗都希（幼少期：佐久間凛奈）
ゆくえが通った新潟市立花町小学校第31期の同窓生。みんなの会話で千広の結婚式にゆくえだけ呼ばれていなかったことが判明する。

ゆかり
演 - 豊泉志織
夜々を自身の結婚式に招待した友人。彼女の両親への手紙に涙ぐんでいた夜々に対し「涙ぐんでいる演技がうまく、感動を強要している」と由梨と智香は醒めた感想を吐く。

教子
演 - 阿南敦子（第6話・最終話）
おのでら塾でのゆくえの同僚。

#### 第3話
水島亨
演 - ハルキ（第4話・最終話）
スネイルのスタッフ。

伊田幸徳、光井
演 - 堀家一希（第5話・最終話）、芳村宗治郎（第5話・最終話）
紅葉の高校時代の友人。イケメンの紅葉のことを合コンの客寄せ要員として「パンダ君」と呼んでいる。

教師
演 - 占部房子
椿の小学校時代の担任。椿のことを落ち着きも協調性もないと評した。

教師
演 - 橋野純平
椿の中学校時代の教師。友達に合わせるだけで一人では何もできなくなった椿を心配していた。

花屋常連客
演 - 松本海希
フラワーショップはるきの客。どこで聞きつけたのか「椿君結婚したんだって」と言って鈴子を困らせる。

男性
演 - 橋倉靖彦
椿と喫煙所で居合わせた男性。初対面の人に身の上話を語る椿にタバコを勧めるも「吸わない」と聞いて驚く。

客
演 - 福地亜紗美
スネイルで夜々が担当する女性客。

同級生
演 - 阿久津慶人
椿に「宿題見せて」と頼む中学校時代の同級生。

#### 第4話
後藤
演 - 滝沢めぐみ（第7話・第10話）
紅葉を担当する「白波出版」の編集者。

朝人、真昼、夕弥
演 - 牛山陽太、平石稜空、中野心綺
夜々の兄たち。

生徒
演 - 伊藤真介、池田旭広、小川丈瑠
夜々の高校の同級生たち。文化祭でメイドカフェを出店することを決め、夜々とのツーショット撮影サービスで儲けようと企む。

女性
演 - 松山尚子
不燃ゴミの日にゴミ置き場にあった生け花を、椿が捨てたものと勘違いし持ち帰るよう迫る。

店員
演 - くれみわ
沙夜子が夜々に花を贈ろうと訪れた花屋の店員。

生徒
演 - 石毛宏樹
おのでら塾に通う生徒。穂積が座ろうとした席は女子が座る席だと指摘する。

スーパーの客
演 - 山田奈々子
椿と紅葉が訪れたスーパーで、ワゴンのカゴに一旦入れたポテトサラダをポテトチップスの棚に戻す客。

#### 第5話
篠宮樹
演 - 葉山奨之（第9話・最終話）
高校の教室でひとりぼっちで絵を描いているところを紅葉が声をかけた同級生。後に人気画家のSHINOとなる。

坂田
演 - 坂口涼太郎
青山画廊のスタッフ。篠宮に依頼され「SHINO×momiji企画展」のプレゼンで紅葉を訪れる。

黒崎将太
演 - 前田龍平（第9話・最終話）
紅葉と篠宮の高校時代の友人。3年に上がり別のクラスになった篠宮に紅葉が黒崎を引き合わせた。

男の子
演 - 冨永稀石
「鬼ごっこ」を先導する紅葉の幼少時の友達。

男の子
演 - 田中寛人
「鬼ごっこ」に加わらずひとりでシーソーで遊ぶ男の子。見かねた紅葉はシーソーの反対側に乗る。

生徒
演 - 菊池ハル（第9話）、後藤誠弥、濵尾咲綺、稲垣政成
人のいい紅葉にさまざまな願い事を頼む高校時代の同級生たち。

#### 第7話
俳優
演 - 松永有紘（役名：渉）、友恵温香（役名：蛭間）
潮宅のリビングのテレビに映るドラマの出演者。

女の子
演 - 岩上希音（第10話）
美容院での夜々の客。間違い探し本の見開き左右ページのどっちが正解でどっちが間違いかと夜々に問いただす。

#### 第8話
女性
演 - まりゑ
「東京明秀ゼミナール」に子供を通わせている保護者女性。塾の前で再会した美鳥に「（子供が）やっぱり美鳥先生がいい」ってよく言っていたと話す。

生徒
演 - 石澤柊斗、小林空叶、笹川椛音、野口有花、矢野かりん
美鳥と椿の中学時代の同級生。美鳥がいつもケンカでケガしていることを不審に思っている。

#### 第9話
講師
演 - 犬塚マサオ
美鳥が大学生の時に働いていた「星雲予備学校」の先輩講師。彼女が夜中に生徒と出歩いているという噂を問い質す。

#### 第10話
女の子、女性
演 - 佐藤恋和、山田桃子
空港のロビーを彷徨う女の子と探していた母親。

男性
演 - 中田春介
空港でうろうろしていた女の子を美鳥の娘と勘違いし「子供ちゃんと見てなさいよ！」と声をかける。

女性
演 - 瑞生桜子
スネイルの客。受付で待っていた娘が、店の絵本に落書きしているのを見て嘆く。

#### 最終話
村山咲（むらやま さき）
演 - 高月彩良
夜々の小学校時代の友人。あだ名は「むらさきちゃん」。彼女の初恋の人と結婚したが入婿で名字はそのまま。

朱鷺の里
演 - 澤田賢澄
新潟出身の力士。秋場所で優勝した。

アナウンサー
声 - 小澤陽子（フジテレビアナウンサー）
朱鷺の里の優勝を伝えるニュースアナ。

大和
演 - 三多海翔
「みどり学習塾」の生徒。切ったニンジンの皮を捨てようとした美鳥にウサギのご飯にするから欲しいとお願いする。

女の子、男の子
演 - 戸簾愛、塚尾桜雅
「みどり学習塾」の生徒。美鳥が持っていたガーベラの花を欲しがる。

男性
演 - 井上遥
ひとり歩いていた夜々に「お姉さん」と声をかける。

藤井風
演 - 藤井風
エンディングでドラマ主題歌の「花」をピアノで弾き語りした。

#### その他
菊池若葉
演 - 駒木根葵汰
ルヴァンカップとのコラボドラマ『この秋、僕は恋をした』のオリジナルキャスト。
福岡県出身。髪を切ってくれた夜々がナンパ男を追い返す様を見て夜々に一目惚れし、女友達である彩子に相談を持ちかけ、「夜々をJリーグ観戦に誘う作戦」を提案される。

## スタッフ
- 脚本 - 生方美久[1]
- 音楽 - 得田真裕[81]
- 主題歌 - 藤井風「花」「花 (Ballad)」（HEHN RECORDS / UNIVERSAL SIGMA）[82]
- 将棋監修 - 近藤誠
- 方言指導 - 岡田幸子
- 学習塾監修 - 渡辺塾[83]、三井塾[84]
- 広報 - 小穴浩司
- 演出 - 髙野舞[1]、谷村政樹、ジョンウンヒ（AOI Pro.）、岩城隆一
- 制作プロデュース - 唯野友歩（AOI Pro.）[81]
- プロデュース - 村瀬健[1]
- 制作協力 - AOI Pro.[81]
- 制作・著作 - フジテレビ

## 放送日程
| 各話                                                                        | 放送日   | サブタイトル                                  | 演出         | 視聴率 |
| --------------------------------------------------------------------------- | -------- | --------------------------------------------- | ------------ | ------ |
| 第1話                                                                       | 10月12日 | 男女の間に友情は？二人組が苦手な4人の愛の物語 | 髙野舞       | 5.9%   |
| 第2話                                                                       | 10月19日 | 4人をつなぐ忘れ物…交換ノートと同窓会          | 髙野舞       | 5.1%   |
| 第3話                                                                       | 10月26日 | 好き同士が両想い、とは限らなくて…             | 谷村政樹     | 4.5%   |
| 第4話                                                                       | 11月02日 | 好きや嫌いに理由なんかなくてもいい            | ジョンウンヒ | 4.8%   |
| 第5話                                                                       | 11月09日 | 優しいふり…一番最低なのは俺だった             | 髙野舞       | 4.7%   |
| 第6話                                                                       | 11月16日 | 修羅場…友情にも嫉妬はある                     | 谷村政樹     | 5.0%   |
| 第7話                                                                       | 11月23日 | 引っ越し決めました…4人の知らない秘密          | ジョンウンヒ | 5.1%   |
| 第8話                                                                       | 11月30日 | 4人の美鳥ちゃん?思い出の答え合わせ            | 髙野舞       | 5.1%   |
| 第9話                                                                       | 12月07日 | お帰り…初めて帰りたいって思った家             | 岩城隆一     | 5.5%   |
| 第10話                                                                      | 12月14日 | 迫る引越し…最後に4人でやりたいこと            | 谷村政樹     | 5.3%   |
| 最終話                                                                      | 12月21日 | いちばん好きな人                              | 髙野舞       | 5.3%   |
| 平均視聴率 5.1%（視聴率はビデオリサーチ調べ、関東地区・世帯・リアルタイム） |          |                                               |              |        |

- 初回は22時 - 23時14分の20分拡大放送。
- 最終話は22時 - 23時9分の15分拡大放送。

## スピンオフドラマ
『いちばんすきな花－みんなのほんね－』と題されたスピンオフドラマが配信。第1話「条件」は2023年11月23日22時54分からTVerにて独占配信。第2話「価値観」第3話「信馮性」は12月5日より、続いて第4話「説得力」第5話「親近感」第6話「実用性」が12月12日よりFOD独占で配信される。
本編では出会っていない登場人物たちが巡り会うストーリーで、今まで描かれることのなかったそれぞれの心情もすくい上げた作品に仕上がっている。

### キャスト（スピンオフドラマ）
- 潮このみ - 齋藤飛鳥[87]（「条件」「実用性」）
- 相良大貴 - 泉澤祐希[87]（「条件」）
- 潮ゆくえ - 多部未華子[87]（「条件」）
- ラーメン屋店主 - 吉田カルロス[89]（「条件」）
- 白石峰子 - 田辺桃子[88]（「価値観」）
- 夏美 - 山谷花純[88]（「価値観」）
- 三谷彩子 - 杏花[88]（「価値観」）
- 赤田鼓太郎 - 仲野太賀[88]（「価値観」）
- 春木楓 - 一ノ瀬颯[88]（「信馮性」「親近感」「実用性」）
- 小岩井純恋 - 臼田あさ美[88]（「信馮性」）
- 望月希子 - 白鳥玉季[88]（「説得力」）
- 穂積朔也 - 黒川想矢[88]（「説得力」）
- 小野寺学 - 菅原大吉[88]（「説得力」）
- 佐藤紅葉 - 神尾楓珠[88]（「親近感」）
- 春木鈴子 - 美保純[88]（「親近感」）
- 春木椿 - 松下洸平[88]（「親近感」）
- 谷本杏里 - ハマカワフミエ[88]（「実用性」）
- 深雪夜々 - 今田美桜[88]（「実用性」）

### スタッフ（スピンオフドラマ）
- 脚本 - 生方美久
- 音楽 - 得田真裕
- 主題歌 - 藤井風「花」（HEHN RECORDS / UNIVERSAL SIGMA）
- 演出 - 松下洋平
- 制作プロデュース - 唯野友歩、熊田寧々
- プロデュース - 村瀬健
- 制作協力 - AOI Pro.
- 制作著作 - フジテレビ

## コラボレーション

### この秋、僕は恋をした
『この秋、僕は恋をした』は、「いちばんすきな花」と、フジテレビ系列で中継する「2023JリーグYBCルヴァンカップ決勝」とのコラボレーション企画として放送されたミニドラマ。伊吹一のオリジナル脚本を元に『いちばんすきな花』のスタッフ陣が制作に携わり、本作の設定を生かした形で展開される。オリジナルキャストの駒木根葵汰と三谷彩子役の杏花のＷ主演。
ルヴァンカップ決勝（2023年11月4日）直前の10月31日 (0時25分 - 0時35分) から11月4日まで5夜連続で放送された。

#### キャスト（この秋、僕は恋をした）
- 菊池若葉 - 駒木根葵汰[91]
- 三谷彩子 - 杏花[91]
- 若葉のバイト先の同僚 - 堀川梨心（第2話）[93]
- 深雪夜々 - 今田美桜（第1話）〈木曜劇場『いちばんすきな花』第1話より〉[91]
- 春木椿 - 松下洸平（第4話・5話）[91]

#### スタッフ（この秋、僕は恋をした）
- 脚本 - 伊吹一[91]
- 音楽 - 得田真裕
- 主題歌 - 藤井風「花」（HEHN RECORDS / UNIVERSAL SIGMA）
- 演出 - 室田晋[91]
- チーフプロデューサー - 植村敦[91]
- プロデューサー - 品田俊介、唯野友歩、熊田寧々[91]
- 協力プロデュース - 村瀬健、大野公紀[91]
- 制作協力 - AOI Pro.
- 製作著作 - フジテレビ
- 協力 - 公益社団法人日本プロサッカーリーグ（Ｊリーグ）

#### 放送日程（この秋、僕は恋をした）
| 各話  | 放送日   | サブタイトル |
| ----- | -------- | ------------ |
| 第1話 | 10月31日 | 作戦開始     |
| 第2話 | 11月01日 | まわり道     |
| 第3話 | 11月02日 | 貫く男たち   |
| 第4話 | 11月03日 | 笑顔の守護神 |
| 第5話 | 11月04日 | 親友のために |

### 『いちばんすきな花』×『キリンチャレンジカップ2023』スペシャルドラマ
2023年10月17日にフジテレビ系列で中継された『キリンチャレンジカップ2023 日本×チュニジア』のコラボPR映像。金沢知樹のオリジナル脚本で、『いちばんすきな花』主演の一人である神尾楓珠が佐藤紅葉役で出演する。

#### スタッフ（キリンチャレンジカップ）
- 脚本 - 金沢知樹[96]
- プロデュース - 村瀬健[96]
- プロデューサー - 品田俊介[96]
- 演出 - 室田晋[96]
- 制作協力 - AOI Pro.